# Customer identity and access management
Customer (of Consumer) Identity and Access Management, afgekort: CIAM, is een onderdeel van gebruikersbeheer.
De basis van CIAM is het mogelijk maken van het inloggen en registreren voor een softwareapplicatie. In tegenstelling tot het gebruikersbeheer is CIAM echter ook gericht op het beheren en controleren van de toegang, identiteit en veiligheid van softwareapplicaties. Een CIAM-platform kan verschillende applicaties beheren en wordt vaak gebruikt om grote aantallen gebruikers te bedienen.
In de meest eenvoudige vorm bevat een CIAM registratie- en inlogprocessen waarmee een klant kan inloggen en een bedrijfstoepassing kan gebruiken. Meer geavanceerde systemen kunnen gebruik maken van eenmalig inloggen en diverse beheerstructuren.
Een CIAM-systeem is een vereiste om te voldoen aan de PSD2- en GDPR-regelgeving.